# 漢福德山 (加利福尼亞州)
漢福德山（英語：Hanford Hill）是位於美國加利福尼亞州卡拉韋拉斯縣的一個非建制地區。該地的面積和人口皆未知。

## 地理
漢福德山的座標為38°10′28″N 120°24′13″W / 38.17444°N 120.40361°W，而該地的平均海拔高度為1001米（即3284英尺）。